# Ruth Handler
Ruth Handler (n. 4 noiembrie 1916, Colorado, SUA – d. 27 aprilie 2002, Century City⁠(d), California, SUA) a fost o femeie de afaceri și inventatoare americană cunoscută în primul rând pentru crearea păpușii Barbie.